# Gornja Bišnja
Gornja Bišnja je naselje u sastavu Grada Dervente, Republika Srpska, BiH. 

## Stanovništvo
Nacionalni sastav stanovništva 1991. godine, bio je sljedeći:
ukupno: 352
- Hrvati - 321
- Srbi - 28
- ostali, neopredijeljeni i nepoznato - 3